# 2023年習近平訪問俄羅斯
2023年3月20日至22日，中華人民共和國領導人習近平訪問俄羅斯，這是習近平自2023年十四屆全國人大一次會議中連任中國國家主席第三次任期後的首次外事訪問，也是其在2022年中共二十屆一中全會上再次連任中共中央總書記後首次與弗拉基米爾·普京會面。而普京則是被國際刑事法院發佈逮捕令以來的首次會晤外國元首。

## 背景
此訪問發生在中國成功使伊朗和沙特阿拉伯恢復外交關係的重大外交勝利之後數日。在中國宣布習近平將訪問俄羅斯僅幾小時後，國際刑事法院發佈了一份逮捕弗拉基米爾·普京的逮捕令。
在此次訪問之前，習近平和普京分別發表文章。習近平表示，關於政治解決烏克蘭危機的中國立場反映了世界輿論。普京則表示，他對他的「老朋友」來訪充滿期待。
中華人民共和國外交部發言人汪文斌在例行記者會中形容習近平訪問俄羅斯是一次「友誼之旅」、「合作之旅」、「和平之旅」。並會就兩國雙方關注的國際及地區問題交換意見，促進戰略協作和合作。
據法國媒體引用不公開身份的烏克蘭官員的說法，烏克蘭密切關注習近平訪問俄羅斯，表示「對我們來說，極為重要的是中國維持其堅定不移尊重其他國家領土完整的政策。」乌克兰总统办公室顾问米哈伊洛·波多利亚克向意大利媒体《晚邮报》评论习近平访俄意义，称中国为什么要帮助正在遭受文明崩溃之苦的俄罗斯，中国是一个务实的国家，不会犯这种错误。而且，在俄罗斯身上下注是没有意义的，它不是一个有希望的盟友，而是变成了一个落后的国家，因为俄罗斯正试图用过度的侵略性来弥补自己的弱点。米哈伊洛·波多利亚克也评论中国提出的12点和平计划在他看来完全是沒有逻辑的，强调任何和平计划不能建立在满足侵略者利益的基础上，而必须从俄罗斯军队强制撤出乌克兰开始。

## 訪問
莫斯科時間2023年3月20日上午，習近平乘坐中國國際航空CA1次航班抵達莫斯科的伏努科沃國際機場，受到俄罗斯联邦副总理德米特里·切尔内申科的迎接。
包括中共中央政治局常委兼中共中央辦公廳主任蔡奇、中共中央政治局委員兼中央外事辦主任王毅、國務委員兼中國外交部部長秦剛等黨政官員陪同習近平出訪俄羅斯。
在習近平的訪問期間，普京表示俄羅斯已準備好討論中國提出的結束烏克蘭衝突倡議，並補充說他已經研究了中國的提議，對此表示尊重。

### 會晤
習近平與普京於2023年3月20日下午舉行非正式會晤，兩者的會晤被視為是普京在日益孤立的情況下的公關勝利。對於中國來說，這次會晤象徵著北京拒絕服從美國主導的象徵性姿態。普京和習近平互稱「親密朋友」，他們的肢體語言友好。然而，儘管中國提出了「和平計劃」，但並沒有真正跟進。普京讚揚了這個計劃，譴責烏克蘭和西方世界拒絕接受，而習近平避免提及這場衝突，拒絕明確表態。在20日的非正式会晤中，普京曾对中国的发展成绩表示“我们甚至有点羡慕你们”（мы даже немножко вам завидуем）。
3月21日上午，习近平在俄罗斯联邦政府大厦会见俄罗斯总理米哈伊尔·米舒斯京。3月21日下午，習近平與普京舉行正式會晤，21日下午的会晤过后，习近平和普京共同签署了《中华人民共和国和俄罗斯联邦关于深化新时代全面战略协作伙伴关系的联合声明》和《中华人民共和国主席和俄罗斯联邦总统关于2030年前中俄经济合作重点方向发展规划的联合声明》。

### 回国
莫斯科时间3月22日上午，习近平从伏努科沃国际机场乘国航专机离开莫斯科，登上专机时俄方军乐团演奏中国军旅歌曲《当那一天来临》为其送行。习近平及随行人员于北京时间3月22日晚返抵北京。

## 後續
在2023年3月21日，習普會的同一天，日本首相岸田文雄訪問烏克蘭並會晤烏克蘭總統弗拉基米爾·澤連斯基，他到訪基輔和2022年布查大屠殺發生地布查。岸田還表示，俄羅斯對烏克蘭的侵略不僅僅是歐洲事務，而是對整個國際社會規則和原則的挑戰。
盧森堡外交部長表示，期待習近平訪問莫斯科後跟烏克蘭總統澤連斯基通話。
美國國家安全委員會戰略溝通協調官約翰·柯比表示，美國政府沒見到中俄雙方有令人相信俄烏戰爭盡快結束的言論，並認為如中國想在此有建設作用，習近平應力勸俄羅斯撤軍。他同時提到及部分中國企業提供給俄羅斯軍民兩用設備。
乌克兰总统办公室顾问米哈伊洛·波多利亚克在乌克兰电视节目中评论习普会的看法，称中国肯定不会提供武器给俄罗斯，因为向一个正在输掉战争的国家提供武器是没有意义的。他还表示，如果俄罗斯输掉了对乌克兰的战争，中国将不得不承担提供武器的责任。 此外，北京政府将违反其法律和联合国宪章，因为中国法律规定不能向侵略者转让武器。并认为如果中国真的想发挥一些重要作用，而不仅仅是在这个问题上固定自己的信息存在，那么习近平需要与美国、欧盟，特别是乌克兰对话。他也评论俄罗斯正在对外贸易中改用人民币的看法，表示「即使改用人民币贸易，这不会让俄罗斯得到胜利，并按照自己的条件实现和平解决。
乌克兰总统泽连斯基于3月22日在推特批击当日俄罗斯造成至少7死18伤的袭击事件，并讽刺性表示，不要相信任何由俄罗斯发出的「和平」呼吁，因为每当有人在莫斯科听到和平口号时，就是此类犯罪袭击的命令。
2023年4月27日，俄罗斯总统新闻秘书德米特里·佩斯科夫针对乌克兰总统泽连斯基与中国领导人习近平的电话交谈发表置评时澄清，尽管中国领导人习近平与俄罗斯总统普京在莫斯科会谈时提及到乌克兰战争的和平问题，但双方并没有讨论乌克兰在1991年边界内的领土完整。

## 影响
日本《共同社》援引中国消息人士指出，中国共产党总书记习近平在20日~21日的莫斯科与俄罗斯总统弗拉基米尔·普京的会谈中，改变自1959年以来一直在千岛群岛问题上的立场，从支持日本对俄罗斯占领岛屿的主张，改为采取「中立」立场。《共同社》报导指出，时任中国共产党主席毛泽东于1964年7月对派往中国的日本社会党代表团表示，他认为俄罗斯控制的岛屿应该归还日本，宣布北京支持东京的领土要求，并一直保持这一立场。虽然近年来没有公开提及这一立场，但中国出版地图上的北方四岛至今标注「俄占」字样。该立场的转变被视为可能会使日俄长达数十年的争端变得更加复杂，因为在北京政府支持的情况下，莫斯科不太可能在这个问题上让步。